# Будажапов, Лубсан-Зонды Владимирович
Лубсан-Зонды Владимирович Будажапов (род. 23 марта 1960 года) — российский учёный-агрохимик, специалист в области земледелия и агрохимии, директор Бурятского НИИ сельского хозяйства, член-корреспондент РАН (2019).

## Биография
Родился 23 марта 1960 года.
В 1982 году — окончил факультет агрохимии и почвоведения Московской сельскохозяйственной академии имени К. А. Тимирязева.
С 1982 по 1985 годы — работал агрономом отделения совхоза «Кабанский» (Бурятская АССР).
С 1988 по 1990 годы — заведующий опорным пунктом химизации ВИУА (Калужская область).
В 1989 году — защитил кандидатскую диссертацию.
С 1991 по 1993 годы — заведующий почвенно-мелиоративной лаборатории ОМС и агроном совхоза «Кижингинский» (Бурятская АССР).
С 1996 по 2004 годы — научное сопровождение земледелия Агинского Бурятского автономного округа.
В 2009 году — защитил докторскую диссертацию, тема: «Биокинетический цикл азота в системе почва-удобрение-растение в условиях Забайкалья».
В 2011 году — присвоено ученое звание профессора.
В 2019 году — избран членом-корреспондентом РАН.

## Научная деятельность
Специалист в области земледелия и агрохимии.
Автор 168 научных работ, из них 4 монографий.
Ведет преподавательскую деятельность в Бурятской государственной сельскохозяйственной академии имени В. Р. Филиппова.
Под его руководство защищено 7 кандидатских диссертаций.